# Jaderná elektrárna Valdecaballeros
Jaderná elektrárna Valdecaballeros (španělsky Central nuclear de Valdecaballeros) je nedokončenou jadernou elektrárnou ve Španělsku. Leží poblíž městečka Valdecaballeros v provincii Badajoz. Projekt byl zastaven na základě vládního rozhodnutí o postupném opuštění jaderné energetiky v zemi. Definitivně byl projekt zrušen roku 1994. Zbytky nedokončené elektrárny a areál vlastní španělská společnost Iberdola. Reaktory dodala americká firma General Electric.

## Historie a technické informace

### Počátky
Plány na výstavbu jaderné elektrárny u městečka Valdecaballeros vznikly již v roce 1974. Původně se očekávalo, že výstavba začne již v roce 1975 za cenu čtyř miliard peset a do provozu vstoupí v roce 1982. Elektrárnu měla vybudovat americká firma General Electric ve spolupráci se španělskými společnostmi Hydroelectrica Espanola a Sevillana de Electricidad, z nichž každá by financovala stavbu jednoho reaktoru.
V roce 1975 si obě společnosti společně objednaly dva varné jaderné reaktory BWR-6 od amerického General Electric. Součástí bylo i nabídnutí půjčky od Export-Import Bank of the United States of America ve výši 130,4 milionů dolarů. GE měla dodat parogenerátory, turbogenerátory a tlakové nádoby reaktoru. Mělo se jednat o technicky shodnou elektrárnu, jako jaderná elektrárna Cofrentes, která byla tou dobou již ve výstavbě.
V roce 1979 byly oba bloky elektrárny Valdecaballeros schváleny tamním jaderným dozorem. Těsně před začátkem výstavby v srpnu 1979 však proběhly silné protesty ze strany španělských komunistů a socialistů, kteří kritizovali vládu, protože nevzala do úvahy dopad elektrárny na přilehlou řeku Guadiana, která neměla dostatečně velkou kapacitu na chlazení elektrárny a mohlo tak dojít ke zničení vodního života přílišným ohřátím vody v ní.

### Reaktory
Výstavba obou bloků započala dne 19. srpna 1979. Vlivem protestů, které vyvrcholily 1. září téhož roku byla stavba rozhodnutím španělského ministra průmyslu dočasně zastavena, ale v roce 1980 byla opět obnovena.
Jednalo se o dva varné reaktory BWR-6 o hrubém výkonu 975 MW a čistém výkonu po odpočtu vlastních potřeb bloků 939 MW.

### Zrušení výstavby
V dubnu 1984 tehdejší španělská vláda zastavila stavební práce na elektrárně a snížila pracovní sílu ze 4 800 na 3 440 pracovníků. Důvodem zastavení stavby byl pomalejší růst spotřeby elektřiny, než bylo původně předpovídáno. Rozestavená elektrárna byla zakonzervována a staveniště bylo ponecháno v pohotovostním režimu, kdyby bylo nutné reaktory dokončit.
Konzervace a občasné opravy probíhaly až do roku 1994, kdy nová španělská vláda rozhodla o postupném odchodu od jaderné energetiky a elektrárna Valdecaballeros tak byla odsouzena k zániku. Jeden blok byl v té době dokončen na 70% a druhý na 60%. Všem společnostem, které se do výstavby zapojily a veškeré investice zastavením stavby ztratily, byla vyplacena kompenzace od vlády v celkové výši 340 miliard peset.
Demolice elektrárny byla zahájena v 31. srpna 1999 a velká část reaktorů byla zdemolována. Elektrická rozvodna elektrárny však zůstala zachována a dnes ji využívá fotovoltaická elektrárna.

## Informace o reaktorech
| Reaktor           | Typ reaktoru  | Výkon  | Výkon  | Zahájení výstavby | Připojení k síti            | Uvedení do provozu          | Uzavření |
| Reaktor           | Typ reaktoru  | Čistý  | Hrubý  | Zahájení výstavby | Připojení k síti            | Uvedení do provozu          | Uzavření |
| ----------------- | ------------- | ------ | ------ | ----------------- | --------------------------- | --------------------------- | -------- |
| Valdecaballeros-1 | BWR-6 218-624 | 939 MW | 975 MW | 19. 8. 1979       | Výstavba zrušena 1. 4. 1984 | Výstavba zrušena 1. 4. 1984 |          |
| Valdecaballeros-2 | BWR-6 218-624 | 939 MW | 975 MW | 19. 8. 1979       | Výstavba zrušena 1. 4. 1984 | Výstavba zrušena 1. 4. 1984 |          |